# Nanosella
Genre
Nanosella est un genre de coléoptères de la famille des Ptiliidae.

## Systématique
Le genre Myrmicotrichis a été créé en 1855 par l'entomologiste russe Viktor Motchoulski (1810-1871).

## Liste d'espèces
Selon BioLib (9 août 2022) :
- Nanosella atrocephalus Dury, 1916
- Nanosella biclavatus (Friedenreich, 1883)
- Nanosella fungi (Le Conte, 1863)
- Nanosella matthewsi Barber, 1924
- Nanosella panamensis (Barber, 1924)
- Nanosella robustus (Barber, 1924)